# Панеево
Панеево — село в Ивановском районе Ивановской области, входит в состав Коляновского сельского поселения.

## География
Село расположено в 10 км на юг от Иванова.

## История
До 1722 года Михалево было деревней и приходом принадлежало к селу Бутову. В 1722 году бывшая в Бутове деревянная церковь и дома причта сгорели от удара молнии и прихожане новую церковь решили построить в деревне Михалеве, занимавшей среднее место в приходе. Церковь была построена деревянная в честь Святого Апостола и Евангелиста Иоанна Богослова с придельным престолом во имя Священномученика Власия. Эта церковь существовала в селе до 1829 года, когда за ветхостью была упразднена. Вместо неё прихожане построили каменную церковь, которая была освящена в 1837 году в честь Иоанна Богослова, в 1858 году в ней на средства Коллежского Советника Ивана Ивановича Элпидинского устроены два теплых придела: во имя Священномученика Власия и в честь Божьей Матери, именуемой «Всех Скорбящих Радость». В 1848 году при церкви построена каменная колокольня, а в 1859 году церковь и колокольня обнесены каменной оградой.
В конце XIX — начале XX века село входило в состав Чернецкой волости Ковровского уезда Владимирской губернии. В 1859 году в селе числилось 15 дворов, в 1905 году — 14 дворов.
С 1929 года село являлось центром Михалевского сельсовета Ивановского района, с 1954 года в составе Дегтяревского сельсовета, с 2005 года село — в составе Коляновского сельского поселения.
В 1981 году указом Президиума Верховного Совета РСФСР деревню Михалево переименована в посёлок Панеево.

## Население
| 1859 | 1905 |
| ---- | ---- |
| 100  | 72   |

| 1859 | 1905 | 2010 |
| ---- | ---- | ---- |
| 100  | ↘72  | ↗196 |

## Достопримечательности
В селе расположена действующая Церковь Иоанна Богослова (1837).